# Runfold
Runfold – wieś w Anglii, w hrabstwie Surrey, w dystrykcie Waverley. Leży 54 km na południowy zachód od centrum Londynu.